# Semiothisa apatetica
Semiothisa apatetica är en fjärilsart som beskrevs av Willie Horace Thomas Tams 1924. Semiothisa apatetica ingår i släktet Semiothisa och familjen mätare. Inga underarter finns listade i Catalogue of Life.